# Quinsac (Dordogna)
Quinsac è un comune francese di 390 abitanti situato nel dipartimento della Dordogna nella regione della Nuova Aquitania.

## Geografia

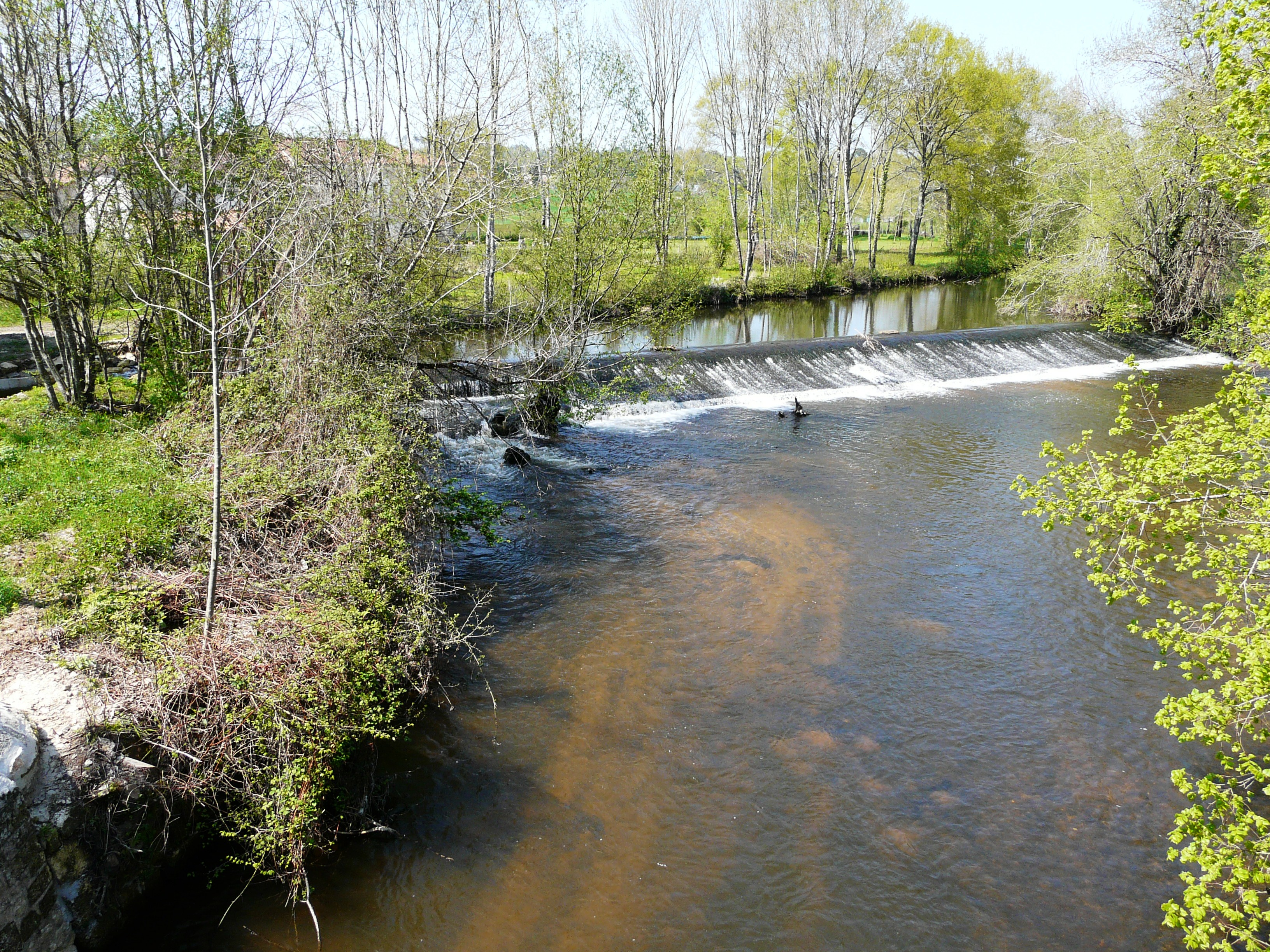
La Dronne a monte del ponte di Laumède.

Otto chilometri a nord-nord-est di Brantôme e dodici chilometri a sud-sud-est di Nontron, il borgo di Quinsac è inserito nella valle della Dronne, sulla riva sinistra. È attraversato dalla strada dipartimentale 83 che corre lungo la valle.

## Società

### Evoluzione demografica
Abitanti censiti